# Вандейский бассет-гриффон
Вандейский бассет-гриффон (фр. basset griffon vendeen) — порода гончих собак, выведенная во Франции. Различают два типа:
- Малый вандейский бассет-гриффон (фр. Petit Basset Griffon Vendeen)
- Большой вандейский бассет-гриффон (фр. Grand Basset Griffon Vendeen)

## Происхождение
История такой породы собак, как вандейский бассет-гриффон, началась ещё в XIX веке, её вывели на основе скрещивания древних галльских гончих и ещё нескольких пород собак, установить которые так и не удалось. Вандейский бассет-гриффон изначально был выведен как охотничья собака, очень быстрая и ловкая. Официальное признание эта порода получила в 1950 году.
Долгое время стандарт малого вандейского бассет-гриффона отличался от большого бассет-гриффона только размером (34—38 см в холке). Но результат использования такого стандарта был неудовлетворителен: собаки были непропорциональны и тяжеловесны. Поэтому для них был создан отдельный стандарт. Таким образом, малый бассет-гриффон это не просто меньшая по высоте, но пропорционально уменьшенная копия бассета, наделённая всеми его качествами, в том числе охотничьими.

## Внешний вид
- Вандейский бассет-гриффон — собака средних размеров, её вес, как правило, не превышает 20 кг.
- Рост в холке:
  - Малый бассет-гриффон — 34—38 см
  - Большой бассет-гриффон:
Кобели 40—44 см
Суки 39—43 см
- Окрас представителей данной породы в основном трёхцветный, основной цвет — белый.
- Форма морды у таких собак удлинённая.
- Глаза чёрные большие.
- Уши высоко посажены, тонкие и большие, висячие.
- Шерсть средней длины, жёсткая и густая, не имеет характерного для многих пород блеска и мягкости.

## Характер
Вандейский бассет-гриффон прирождённая гончая, эти собаки способны работать долгие часы без устали, причём гнаться за столь быстрыми животными как олени, как поодиночке, так и в команде. В быту же это маленькие и ласковые собаки с весёлым нравом и живым умом. Жить такие собаки могут как в городе, так и за его пределами. Особого ухода не требуют, кроме регулярных выгулов, своевременного питания, а также купания и вычёсывания шерсти. Они чрезмерно активны, поэтому их здоровье зависит от движения, поэтому как можно чаще нужно устраивать им длительные прогулки, причём желательно без поводка, чтобы они могли почувствовать свободу.